# قلعة دمشق
قلعة دمشق هي قلعة محصنة أُنشئت في العصور الوسطى، تعد من أهم معالم فن العمارة العسكرية والإسلامية في سوريا في العصر الأيوبي، وقد أدرجت في قائمة اليونسكو لمواقع التراث العالمي عام 1979 ميلادي. تقع قلعة دمشق في الركن الشمالي الغربي من أسوار مدينة دمشق عاصمة سوريا، بين باب الفراديس وباب الجابية. وهي جزء من مدينة دمشق القديمة، ويحيط بها خندق عرضه حوالي 20 مترًا.
موقع القلعة الحالي أُنشئ في سنة 1076 م بواسطة آتسز بن أوق أحد أمراء الحرب التركمان، (وعلى الرغم من أنه من الممكن أن تكون قد أُنشئت قبل ذلك، ولكن لم يثبت أي دليل أن القلعة قد شُيِّدت في هذا المكان في الفترات الهلنستية والرومانية)، بعد اغتيال آتسز بن أوق، أنهى مشروع بناء القلعة الأمير تتش بن ألب أرسلان سلطان دمشق ومؤسس سلاجقة الشام.
قام أمراء بوريون وزنكيون في وقت لاحق بتنفيذ بعض التعديلات وإضافة هياكل جديدة للقلعة. خلال تلك الفترة كانت المدينة والقلعة محاصرتين عدة مرات من قبل الجيوش الصليبية والإسلامية، وفي سنة 1174 م وقعت القلعة في يد صلاح الدين الأيوبي سلطان مصر، وقد جعلها مقرًا لإقامته، ورممها وأضاف إليها أبنيةً أخرى. قام شقيق صلاح الدين الأيوبي العادل أبو بكر بن أيوب بإعادة بناء القلعة بالكامل بين عامي 1203 م و1216 م، في استجابة لتطور المنجنيق، وبعد وفاة العادل أبو بكر بن أيوب، اندلعت صراعات على السلطة بين الأمراء الأيوبيين، وعلى الرغم من أن دمشق تعاقب عليها عدة أمراء، فإن القلعة أُخذت بالقوة مرة واحدة فقط في 1239م. ظلت القلعة في أيدي الأيوبيين حتى ظهور القائد العام للجيوش المغولية كتبغا، الذي سيطر على دمشق عام 1260، منهيًا بذلك حكم الأيوبيين في سوريا، بعد اندلاع ثورة فاشلة في القلعة، استطاع المغوليون تفكيكها بسهولة.
بعد هزيمة المغول عام 1260 م على يد المماليك الذين نجحوا في حكم مصر، جاء المماليك إلى دمشق بعد غزوها من طرف الجيوش المغولية. وقد استمر حكم المماليك لدمشق لفترات وجيزة ما بين 1300 م و 1401 م، أما القلعة فقد سيطر عليها المماليك حتى عام 1516 م، وفي نفس السنة، أصبحت سوريا في أيدي الدولة العثمانية، وقد استسلمت دمشق من دون قتال، وابتداءً من القرن 17 أصبحت القلعة بمثابة ثكنات عثمانية لوحدات المشاة الإنكشارية.
بدأت القلعة بالوقوع في حالةٍ سيئة في القرن 19، وقد كان استخدامها العسكري الأخير في عام 1925 م، عندما قصفت القوات الفرنسية القلعة، ردًا على الثورة السورية الكبرى ضد الإنتداب الفرنسي لسوريا، كما واصلت القلعة لتكون بمثابة ثكنة وسجن حتى عام 1986 م،  عندما بدأت الحفريات والترميمات، اعتباراً من عام 2011م، جهود التنقيب والترميم ما زالت جارية.

## وصف القلعة
هي تحفة معمارية عسكرية تسلط الضوء على فن العمارة في العهد الأيوبي، وتقدر مساحة القلعة اليوم بحوالي 33176 م2، ويوجد بها ثلاثة أبواب، شكلها مستطيل غير منتظم بأضلاع ليست مستقيمة، بها 12 برجاً، يتألف كل برجٍ فيها من عدة طوابق، ويحتوي كل طابق ردهة واسعة، معقودة بحجارة ضخمة مدببة وعادية، كما أن كل طابق مجهز بشرفات بارزة عددها مابين أربعة وخمسة، كما تم تزيين أعلى الأبراج بأفاريز وشراشيف مدرجة، وأبواب مقرنصة، أما سماكة جدرانها فهي ثلاثة أضعاف غيرها لتكون أكثر مقاومة للمنجنيق، وقد كان بالقلعة القصور، والمنازل والحوانيت، ومسجد أبي الدرداء ودار رضوان، والطارمة، ودار المسرة، ومخازن وطاحون للحبوب، وقد سكن القلعة في عصور مختلفة السلاطين، والملوك، والأمراء، والولاة، إضافة للفقهاء والعلماء والوزراء.

## القلعة في التاريخ

### قبل بناء القلعة
من غير المؤكد ما إذا كان يوجد بناء قد بني في موقع القلعة قبل القرن الحادي عشر الميلادي، تعتبر الغوطة المنطقة الأوسع نطاقًا في دمشق، وقد احتلت منذ حوالي 9000 سنة قبل الميلاد، ولكن لا يوجد دليل للتسوية العمرانية داخل المنطقة التي هي اليوم محاطة بأسوار المدينة قبل حلول الألفية الأولى قبل الميلاد، والمنطقة التي تحتلها القلعة حاليًا هي على الأرجح خارج هذه التسوية الأولى، كما أنه من غير المؤكد وجود قلعة دمشق خلال الفترة الهلنستية، أما خلال الفترة الرومانية، فقد كانت دمشق بالتأكيد مدينة محصنة، لكن لم يثبت إذ ما تواجد على موقع القلعة الحالي آثار رومانية، وهي خاضعة للمناقشة العلمية.

### القلعة القديمة

#### تشييد القلعة القديمة
في عام 1076، احتلت دمشق من قبل أمراء حرب التركمان بقيادة آتسيز بن أوق، الذي فرض نفسه حاكمًا لمدينة دمشق وبدأ بناء القلعة، ثم حاول غزو الخلافة الفاطمية في مصر لكنه هزم في سنة 1077، في وقت لاحق من الهزيمة حاول الفاطميون غزو دمشق سنة 1077 لكنهم فشلوا بمحاصرتها، وحاولوا مرة أخرى في سنة 1078، ولكن لم تنجح جميع محاولاتهم على حد سواء لضم مدينة دمشق، نجح تتش بن ألب أرسلان شقيق السلطان السلجوقي ملك شاه الأول، بفك الحصار الفاطمي عن مدينة دمشق سنة 1078 م، بعدما ناشده آتسيز بن أوق طلبا للمساعدة، وغادر الفاطميون دمشق، بعد ذلك تولى الأمير تتش بن ألب أرسلان إمارة دمشق، بعد اغتيال آتسيز بن أوق في سنة 1078،  وأكمل الأمير تتش الأول بناء القلعة.

#### من السلاجقة إلى زنكيين

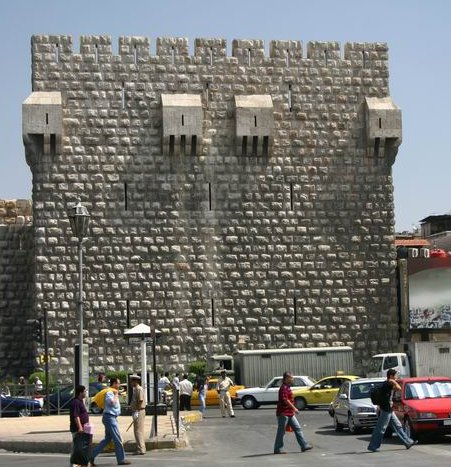
أحد معاقل قلعة دمشق

بعد وفاة تتش بن ألب أرسلان عام 1095م، تم تقسيم سوريا بين أبنائه أبو نصر شمس الملوك دقاق وفخر الملك رضوان، بحيث قام دقاق بالسيطرة على دمشق، بينما رضوان عين نفسه حاكمًا لحلب خلال عهد دقاق ما بين (1095-1104)، قام بإنجاز أعمال إضافية للقلعة، وفي عام 1096م، قام رضوان بمحاصرة القلعة لكنه فشل في الاستيلاء عليها.
خلال حكم بوريون لدمشق (1104-1154م)، جرى العمل على القلعة وتحسينها، ردًا على هجمات متعددة على دمشق من قبل الجيوش الصليبية والجيوش الإسلامية.
وفي سنة 1126م، اقتربت الجيوش الصليبية من دمشق الجيش الصليبي، ولكن أُوقِفَ زحفهم على بعد 30 كيلومترًا (19 ميل) من المدينة، وفي سنة 1129م، قامت الجيوش الصليبية بمحاولة ثانية لغزو دمشق، بحيث تقدموا إلى مسافة 10 كيلومتر (6.2 ميل) من مدينة دمشق، قبل اضطرارهم إلى التراجع.
قام عماد الدين زنكي وأتابك حلب والموصل، بمهاجمة دمشق في 1135م، ومرة أخرى في 1140م، لكن المحاولة الثانية لعماد الدين زنكي أحبطت، لأن دمشق أقامت تحالفًا مع الدول الصليبية في الجنوب، بحجة أنه إذا غزا دمشق، هذه الدول سوف تسقط كذلك.
في سنة 1148م، هاجمت الجيوش الصليبية دمشق للمرة الثالثة خلال الحملة الصليبية الثانية، لكن حصارهم لدمشق انتهى في غضون أسبوع؛ بسبب قدوم جيش إسلامي بقيادة نور الدين زنكي، حاكم حلب وابن عماد الدين، بحيث أنه قام بتهديدهم، وإجبارهم على الانسحاب.
بعد هجمات فاشلة في 1150 و1151، استطاع نور الدين زنكي بالسيطرة على دمشق عام 1154م. سلمت مفاتيح قلعة دمشق لنور الدين زنكي بعد كانت بيد مجير الدين أبق حاكم دمشق ما بين (1140 - 1154)، ثم قام نور الدين بتعويض مجير الدين أبق عن حمص ببالس فلم يرضها فرحل إلى بغداد وابتنى بها داراً وأقام بها إلى أن توفي سنة 1169م.
حكم نور الدين زنكي إمارة دمشق من سنة 1154م حتى وفاته عام 1174م، بحيث أنه جعل القلعة مقر إقامته، وقد أعاد بناؤها وتجديدها هياكلها السكنية، بعد أن ضرب زلزال دمشق عام 1170م، بنى نور الدين زنكي منزل خشبي للنوم والصلاة، بجانب إقامة الحجر الأصلي للقلعة، وبالإضافة إلى ذلك، قام ببناء مسجد ونافورة في القلعة.

قام نور الدين زنكي ما بين عامي 1165 و1174م، بإعادة تحصين القلعة بجدار متحد المركز، لتعزيز دفاعات القلعة.

في 15 مايو 1174 توفي نور الدين زنكي مريضًا في القلعة، ودفن فيها، قبل نقل جثمانه بعد ذلك إلى المدرسة النورية في دمشق.

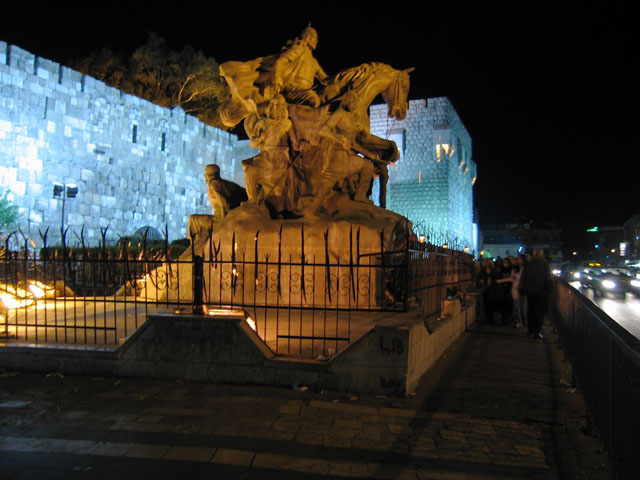
نصب صلاح الدين الأيوبي أمام القلعة

#### عصرصلاح الدين الأيوبي
بعد وفاة نور الدين زنكي عام 1174 م، قام صلاح الدين الأيوبي سلطان مصر، بمغادرة مصر إلى دمشق للإستيلاء عليها مع 700 فارس فقط، ففتحت مدينة دمشق أبوابها لصلاح الدين دون مقاومة، باستثناء القلعة، التي استسلمها في وقت لاحق من ذلك العام، بحيث قام صلاح الدين بإضافة برج للقلعة وتجديد المباني السكنية بها.

مثل سلفه نور الدين زنكي، توفي يوم 4 مارس 1193 صلاح الدين الأيوبي مريضًا في القلعة، وقيل انه دفن في البداية داخل القلعة، بعد ذلك أعيد دفنه لاحقًا في ضريح قرب الجامع الأموي في دمشق.

#### من صلاح الدين إلىالعادل أبو بكر بن أيوب
بعد وفاة صلاح الدين الأيوبي عام 1193، ظهرت نزاعات بقيادة أبناء صلاح الدين أنفسهم في مصر، حلب، دمشق، والعراق على من يتولى الخلافة بعد وفاة والدهم، بعدها قام أبناء صلاح الدين الأيوبي لتسليم إمارة دمشق لعلي، الابن البكر لصلاح الدين الملقب بـ الأفضل، كما جرت العادة. ومع ذلك، اندلعت الأعمال العدائية عام 1194 بين الأفضل والعزيز عثمان الابن الثاني لصلاح الدين الأيوبي وسلطان مصر.
وفي سنة 1196، قام العزيز عثمان وشقيقه العادل بالسيطرة على دمشق، باستثناء القلعة، حيث أن الأفضل لجأ إليها. وبعد مفاوضات استسلم الأفضل، وقام بتسليم القلعة وألقابه إلى العزيز عثمان، ونفي إلى صلخد في حوران، وأصبح العزيز عثمان حاكمًا لدمشق
بعد وفاة العزيز عثمان عام 1198، تحالف عدة أفراد من عائلة صلاح الدين الأيوبي، بما في ذلك الأفضل والظاهر غازي حاكم حلب والابن الثالث لصلاح الدين، ضد العادل، وسار الأفضل والظاهر غازي لغزو دمشق، فقاموا بمحاصرتها ما بين 1200م و 1201 م، ولكن كل محاولاتهم للسيطرة عليها باءت بالفشل، قام العادل بالتفاوض في نهاية المطاف مع الأفضل والظاهر غازي بالسلام معهما، كما اعترف كل من الأفضل والظاهر غازي بالعادل بأنه سلطان مصر وأميرًا لدمشق.

### القلعة الجديدة

#### إعادة بناء القلعة على يدالعادل أبو بكر بن أيوبوتفكيكها على يد المغول
بعد أن قام العادل أبو بكر بن أيوب بتأمين منصبه سلطانًا لمصر وأميرًا لدمشق، قررَ (العادل أبو بكر بن أيوب) بإعداد يرنامج واسع لإعادة بناء القلعة، ما بين 1203 م و 1216 م، فدمرت التحصينات القديمة، وبنيت القلعة أكبر حجمًا في نفس الموقع القديم للقلعة، كما أنه قام بدمج بعض أجزاء من مباني القلعة القديمة، وقد أمر الأمراء الأيوبيين بتمويل وبناء واحدة من أبراج القلعة.

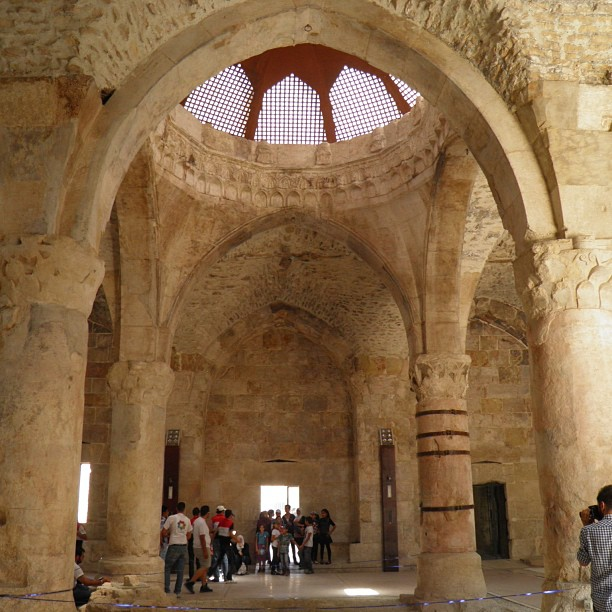
أعمدة من قاعة العرش في قلعة دمشق.

فقام عدة أمراء أيوبيون من نسل العادل أبو بكر بن أيوب في بناء العديد من الهياكل الإدارية والمحلية داخل القلعة، بما في ذلك المساكن والقصور، وحمام سباحة، وكان الصالح أيوب الأمير الوحيد الذي عدل دفاعات القلعة.
ربما تكون الدوافع المحتملة لإعادة بناء القلعة بشكل كامل خلال عهد العادل أبو بكر بن أيوب، يشمل الضرر الذي مس القلعة القديمة خلال تعرضها لزلازل ما بين 1200 و1201م، وكذلك تهديدات الأمراء الأيوبيين للعادل،
أما الدافع الأرجح هو أن دفاعات القلعة قديمة، وأصبحت بالية بمرور الزمن، كما أن إدخال المنجنيق الموازن في القرن 12 ميلادي، وهو من معدات الحصار القادرة بسهولة لتحويل الجدران الحجرية السميكة إلى ركام،
وقد طرأت على القلعة الجديدة عددًا مهمًا من التغييرات على النظام الدفاعي، بما في ذلك الجدران أصبحت أعلى وأكثر سمكًا، وقد تم حفر خندق واسع محيط بالقلعة، كما أن العديد من الأبراج أصبحت ضخمة، عالية، ومتقاربة، على عكس الأبراج القديمة، وأصبحت الأبراج مربعة بدلاً من مستديرة في التصميم، وبالتالي يمكن وضع المقاذيف في منصات عالية، لتصبح باستطاعتها ضرب دفاع العدو، على مدى بعيد، وبالتالي منعهم من اختراق الجدران.
بعد وفاة العادل أبو بكر بن أيوب في عام 1218، اندلعت صراعات على السلطة مكثفة من بين أبنائه، وأمراء أيوبيين أخرون، فما بين 1229 و1246 م، تعاقب على إمارة دمشق عدة امراء أيوبيين بانتظام، وهوجمت خمس مرات من قبل الجيوش الأيوبية مختلفة، خلال هذه الفترة، أخذت القلعة مرة واحدة فقط بالقوة من خلال التعدين من أحد الجدران القلعة في عام 1239 م، وقد حدث هذا بسبب خفض حامية القلعة إلى أقل من العدد المطلوب للدفاع عن القلعة.
بعد مقتل توران شاه آخر سلاطين مصر والأيوبيين عام 1250 م، استولى الناصر يوسف حاكم حلب، على دمشق وقد قيل سيطر على معظم سوريا حتى وصول المغول.
في 1260 م، غزا المغول سوريا وهددوا دمشق بعد احتلالهم حلب، فهرب الناصر يوسف من دمشق، وتركها عزلاء تقريبًا، بدأ وجهاء دمشق بالمفاوضات مع حاكم المغول هولاكو خان ؛في وقت لاحق من عام 1260 تم تسليم مدينة دمشق لكتبغا قائد الجيش المغولي، بعدها غادرت الجيوش المغولية دمشق لقمع التمرد في الريف، فثارت حامية الأيوبيين في القلعة، وردًا على ذلك قامت الجيوش المغولية بمحاصرة القلعة عام 1260 م، واستسلمت حامية القلعة بعد القصف الثقيل، ثم تم تفكيك دفاعات القلعة بشكل كبير.

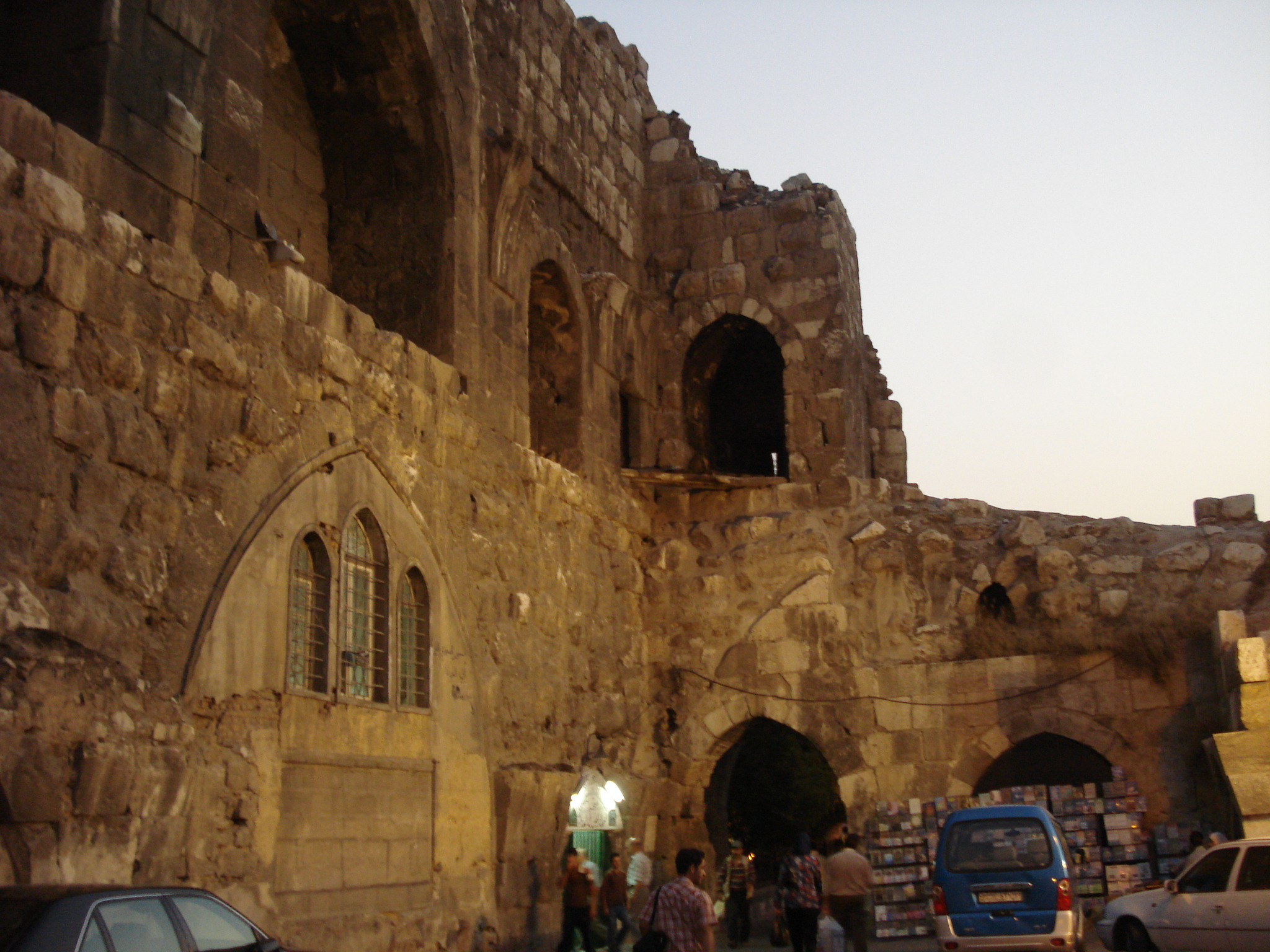
جزء من البوابة الشمالية للقلعة

#### عصرالمماليك
هزم السلطان المملوكي قطز المغول في معركة عين جالوت عام 1260 م، التي كانت سببًا في بسط النفوذ المملوكي على دمشق، وفي نفس العام، أُغتيل قطز على يد صاحبه بيبرس، و خلف بيبرس قطز سلطان مصر مابين (1260-1277)،  وخلال عهد بيبرس أعيد بناء القلعة، وتم نقل الجدار الشمالي 10 أمتار (33 قدم) إلى الشمال، وقد أعيد بناء أجزاء من القلعة خلال عهد السلطان قلاوون (1279-1290 م) والأشرف خليل (1290-1293 م)، وقد أضاف الأشرف خليل هيكلاً في القلعة سمي بالقبة الزرقاء، وقد كانت القبة الأولى في سورياالتي ازدانت بالبلاط الملوَّن على السطح الخارجي، وهو تقليد مستوردة من إيران.
بعد هزيمة المماليك في معركة وادي الخزندار، انتقلت دمشق عام 1300 م إلى المغول بإستثناء القلعة ، قام المغول بمحاصرة القلعة، وإقامة منجنيق محكم من المسجد الأموي، ولكن انسحبوا من دمشق قبل أن يتسنى لهم الإستيلاء على القلعة،  وفي العقود التالية، أخذت أعمال إعادة إعمار واسعة النطاق على مكان القلعة، وإصلاح الأضرار التي لحقت القلعة أثناء الحصار، تم إصلاح بالدرجة الأولى الجانب الشرقي من القلعة، وأعيد بناء المسجد وتوسيعه، وإصلاح الأبراج، كما تم تدمير البلاط وتغطية القبة الزرقاء بألواح الرصاص.
خلال العقدين الأخيرين من القرن 14، اندلعت حرب أهلية في سلطنة المماليك بين السلطان برقوق، الذي كان قد أنشأ سلالة مماليك الشركس في القاهرة، وعلى الجانب الآخر سيف الدين يالبوغا محافظ حلب، ومنطاش حاكم ملطية، وقد تم خلال هذه الفترة محاصرة مدينة دمشق والقلعة عدة مرات، وخلال هذه الحصارات، التي جعلت كلا الجانبين يقوم باستخدام أبراج الحصار، ومناجيق والقذائف والمدافع، قتل منطاش عام 1393 م، بعدما تعاون سيف الدين يالبوغا وبرقوق، وترك سيف الدين يالبوغا دمشق تحت سيطرة برقوق،  وخلال هذا الوقت ظهرت ثورة الظاهري داخل القلعة، التي تأمر بالإطاحة ببرقوق.

#### حصار تيمورلنك وتداعياتها

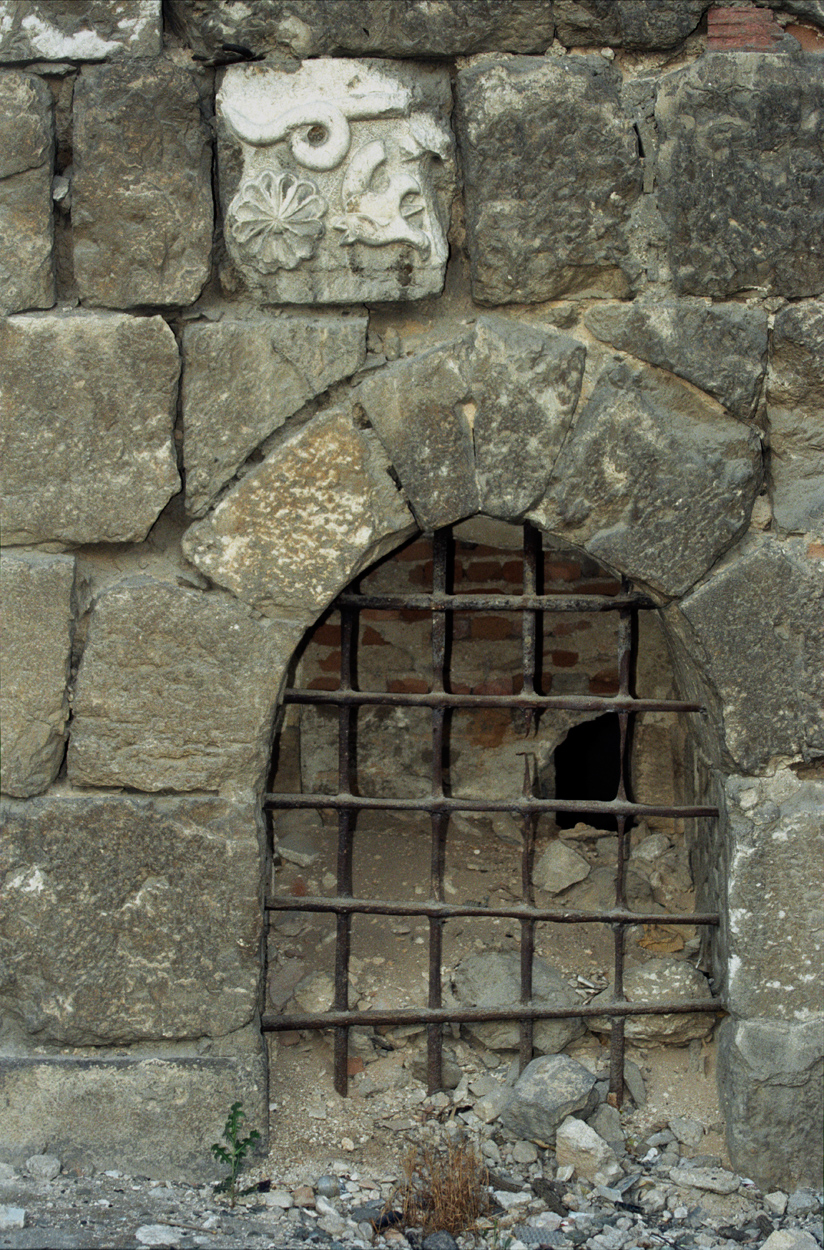
تفاصيل الجدار تعرض بوابة صغيرة وحجر تم إعادة استخدامها

في سنة 1400 م، اكتسح جيش مغولي بقيادة تيمور، المعروف بتيمورلنك، سوريا وصلت إلى دمشق بعد أن إحتل حلب، وحمص وبعلبك، فشل الجيش المملوكي من مصر في عهد السلطان فرج بن برقوق، برفع الحصار عن دمشق، وفي عام 1401 م، استسلمت مدينة دمشق لتيمورلنك، بإستثناء القلعة وقد قام تيمور بمحاصرتها، وتم إنشاء الأبراج مع مناجيق في كل أنحاء القلعة والجامع الأموي، استسلمت حامية القلعة بعد أن تسلل الجيش المغولي أسفل البرج الشمالي الغربي من خلال التعدين، وقد تم ذبح المدافعين عن القلعة، وفرضت جزية كبيرة على المواطنين في دمشق. وعندما فشلوا في تقديمها، تم تخريب مدينة دمشق، وحرق المسجد الأموي.
بعد الأضرار التي لحقت بالقلعة، خصوصا جدرانها الشمالية والغربية، تم إصلاحها فقط في عام 1407 م، وفي عام 1414 م، لجأ حاكم دمشق نوروز آل الحافظي إلى القلعة، بعد محاصرته من طرف جيش السلطان المؤيد شيخ، وقد تم قصف القلعة بواسطة المنجنيق والمدفع، وانتهى الحصار عندما تم التوقيع على معاهدة الاستسلام، وفي عام 1461 م، إنهار البرج الجنوبي الغربي بسبب حريق أحدثته قذائف جراء تمرد محافظ دمشق، وقد أعيد بناء هذا البرج وأربعة آخرين في أواخر القرن 15 وأوائل 16، بحيث أن إصلاح 1407 م قد نفذت على عجل.

#### الخلافة العثمانية
في عام 1516 م، هزم المماليك على يد الجيش العثماني في عهد السلطان سليم الأول في معركة مرج دابق من، واستسلمت دمشق والقلعة سلميًا للعثمانيين، وأعطيت دمشق إلى جان بردي الغزالي، وهو أحد المماليك الذين قدموا إلى سليم الأول،
وفي سنة 1520 م، بعد وفاة سليم الأول، ثار جان بردي الغزالي وأخذ القلعة. وقد قيل انه سار إلى حلب لتوسيع مملكته، لكنه اضطر إلى التراجع بعد هزيمته، وقد قتل في نهاية المطاف في محيط دمشق عام 1521 م. وضمت دمشق مرة أخرى إلى العثمانيين، من سنة 1658 فصاعدًا، تمت السيطرة على القلعة من وحدات المشاة الإنكشارية العثمانية.

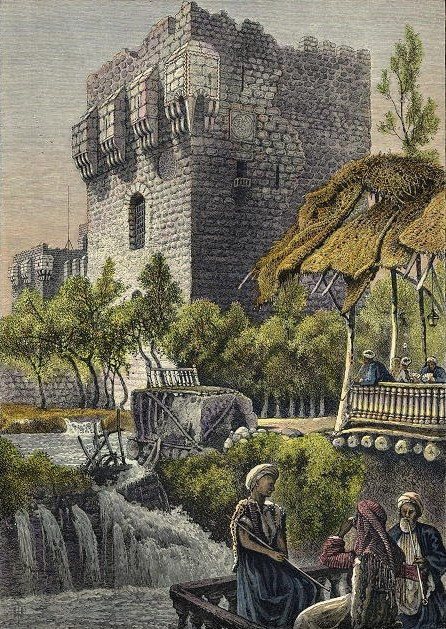
لوحة لقلعة دمشق عام 1881

تورط الإنكشاريون مابين عام 1738م وعام 1746 م، في صراعات مع حكام دمشق، وقد فقد الإنكشاريون السيطرة مؤقتًا على القلعة عام 1746م،  وقد إنهارت البوابة الشمالية للقلعة في عام 1752م، وفي عام 1759م، تعرضت القلعة لأضرار جسيمة نتيجة لزلزال شديد، الذي تسبب وفقا لحسابات المعاصرة، بانهيار الجدران الغربية والجنوبية، ولكن تم إصلاح الأضرار التي خلفها الزلزال بسرعة في 1761.
في عام 1771 م، غُزِيَت سوريا على يد علي بك، وهو مملوكي معارض للإقطاعية العثمانية، وقد استسلمت له دمشق دون قتال بإستثناء القلعة، فقام علي بك بمحاصرتها لكنه انسحب بعد وقت قصير وتوفي في 1773 م، حوصرت القلعة مرتين بعد ذلك مابين 1787 و 1812، وقد نجحت حامية في فك الحصار، وثاروا ضد حاكم دمشق.
استغرق الحصار الأخير من قلعة إلى عام 1831، وفي ذلك العام، ثار مواطني دمشق والحامية المحلية من الإنكشارية ضد حاكم دمشق محمد سليم باشا، الذين لجأوا إلى القلعة. وقد وعدوه بممر آمن بعد حصار دام 40 يوما ولكنه قتل قبل أن يتمكن من مغادرة مدينة دمشق،  وفي عام 1860، لجأ الكثير من المسيحيين إلى دمشق، بسبب المجازر الكبيرة التي لحقت السكان المسيحيين بسبب الصراع الدرزي الماروني في لبنان، مما أدى إلى توترات مع السكان المسلمين، وهربوا في نهاية المطاف إلى مدينة دمشق بمساعدة الدمشقي الجزائري البارز عبد القادر الجزائري، وقد لجأ الكثير منهم إلى القلعة.
تشير صور القلعة في القرن التاسع عشر من قبل الرحالة الأوروبيين ووصفها في مذكراتهم، إلى أن الدفاعات بقيت في حالة جيدة نسبيًا حتى عام 1895 م، إلا أن الهياكل داخل جدران خفضت إلى أنقاض كاملة. وفي عام 1895 م، لحقت أضرار كبيرة للقلعة ويعود ذلك بسبب استخراج الحجر لبناء الثكنات.

#### الحرب العالمية الأولى وفترة الانتداب الفرنسي
عندما سارت القوات البريطانية والعربية، في دمشق في السنة الأخيرة من حملة سيناء وفلسطين في الحرب العالمية الأولى، غادرت السلطات العثمانية دمشق وتركت السلطة في يد لجنة مؤلفة من مواطنين. أمر الحاكم العسكري العثماني المعين حديثا بالإفراج عن 4,000 سجين من القلعة، الذين بدؤوا في وقت لاحق بنهب وقتل المرضى والمعوقين من الجنود العثمانيين، الذين تركتهم السلطات العثمانية وراءهم في مدينة دمشق، وقد توقفت أعمال الشغب هذه فقط مع دخول القوات الأسترالية حصان الضوء، إلى مدينة دمشق في 1 أكتوبر 1918.
احتلت القوات العسكرية الفرنسية، خلال فترة الانتداب الفرنسي في سوريا (1920-1946)، وخلال الثورة السورية الكبرى عام 1925، وقصفت القوات الفرنسية حي الحريقة، المنطقة الجنوبية من القلعة، وهو مكان تواجد الثوار السوريون الذين انتشروا في التلال المحيطة بالقلعة، شمال مدينة دمشق، أدى هذا القصف إلى تدمير واسع النطاق من القلعة،  بعد نهاية الانتداب الفرنسي في سوريا، أصبحت القلعة بمثابة السجن والثكنات حتى عام 1986 م.

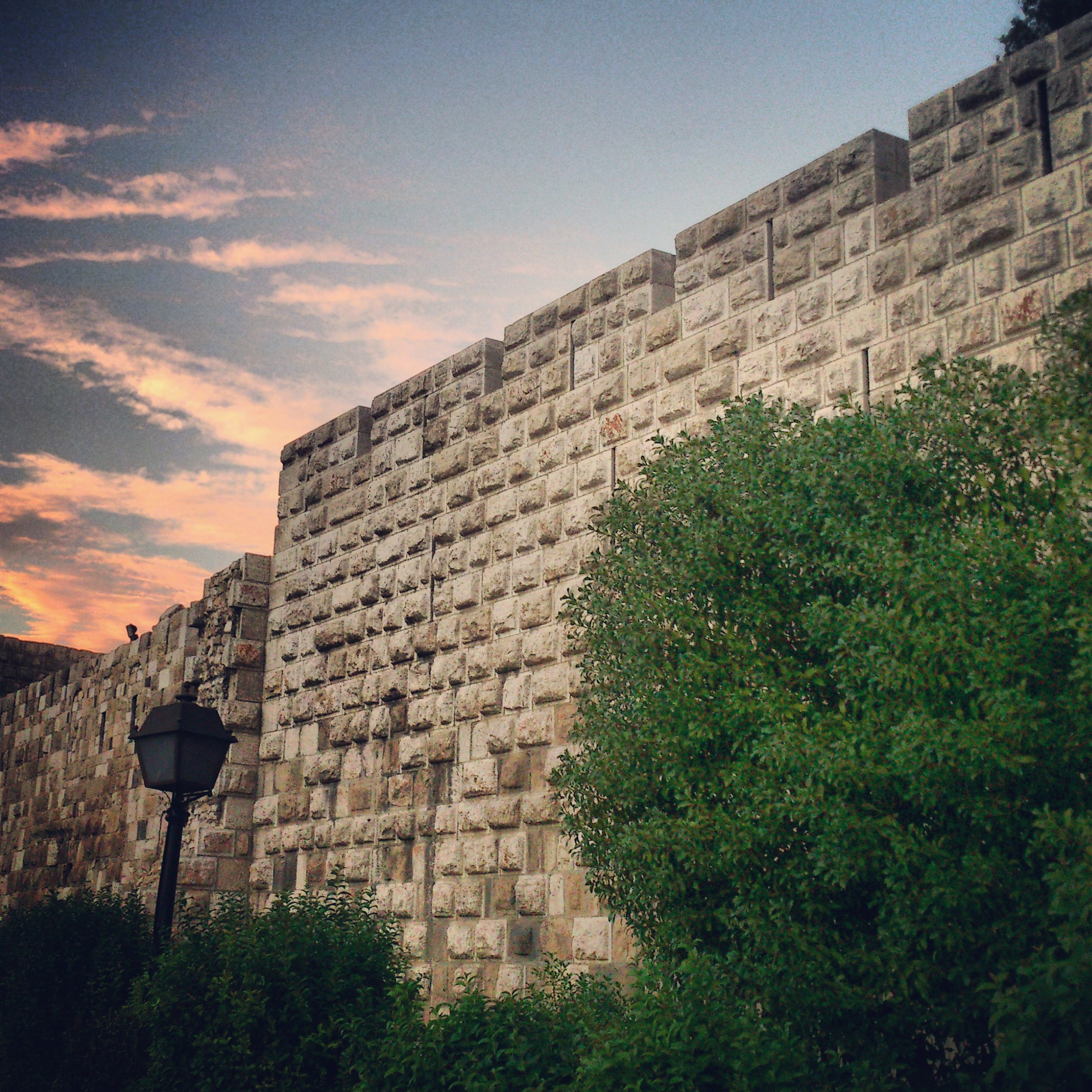
قلعة دمشق في الغروب

#### ترميم القلعة والبحوث العلمية
أدرجت المدينة القديمة من دمشق، بما في ذلك القلعة، في قائمة اليونسكو لمواقع التراث العالمي عام 1979م،  وفي عام 1986 م، نفذت أعمال ترميم مختلفة للقلعة، من هيئات سورية وبعثات أجنبية بهدف فتح القلعة للجمهور، كانت عمليات الترميم تقوم بها المديرية العامة السورية للآثار والمتاحف (DGAM) حتى عام 1999م.
وفي عام 1999 م، أجرت البعثة الفرنسية، تحت إشراف المديرية العامة السورية للآثار والمتاحف (DGAM) والمعهد الفرنسي للشرق الأدنى (IFPO)، بين عامي 2000 و2006 م، عدة بحوث أثرية، وبحوث فنية تاريخية، فضلاً عن مواصلة أعمال الترميم في القلعة، في 1 يوليو 2006، أقيم احتفال بالترميمات التي أجريت للقلعة، وحضره جميع المواطنين السوريين.
في عام 2004 تم التوقيع على اتفاق الوسطاء بين المديرية العامة السورية للآثار والمتاحف (DGAM)، والمديرية العامة للتعاون الإنمائي الإيطالي، انضمت البعثة الإيطالية إلى المتحف الوطني بدمشق، وبدؤوا مهمة تجديد وإعادة تنظيم القلعة في عام 2007، وسوف تقوم البعثة بتعزيز الأجزاء التالفة أو الضعيفة هيكليًا في الهندسة المعمارية، ومن المتوقع من قبل البعثة السورية الإيطالية أنه بمجرد الانتهاء من التجديدات للقلعة، سوف تستخدم قلعة للأحداث والأنشطة الثقافية والاجتماعية.

## القلعة اليوم

### الموقع والتخطيط
تقع قلعة دمشق في الركن الشمالي الغربي من المدينة القديمة من دمشق، بين باب الفراديس وباب الجابية، وقد بنيت قلعة دمشق على أرض مستوية في نفس مستوى بقية مدينة دمشق، عكس معظم القلاع العربية في القرون الوسطى التي كانت تقع على قمم التلال البارزة، وتشترك في هذه السمة مع قلعة بصرى،  وموقع القلعة يضمن السيطرة ومراقبة نهر بردى، الذي يتدفق من الجهة الشمالية من القلعة، كما أن موقع النهر يوفر أيضا الحماية للقلعة ضد أي هجوم من هذا الجانب، يتدفق نهر أقراباني أسفل الجدار الشمالي، وهو أحد فروع نهر بردى، كما أنه يوفر حماية إضافية للقلعة، حيث أنه يملأ الخنادق الجافة على جوانب القلعة من التيارات، كما يوجد فرع آخر من نهر بردى، هو نهر بانياس، الذي يمر تحت القلعة إلى مدينة دمشق، ويعود تشييد الهياكل الهيدروليكية داخل القلعة، التي تتحكم في تدفق المياه أدناه إلى دمشق، في عهد العادل أبو بكر بن أيوب. تم دمج القلعة مع جدران مدينة دمشق، التي تضم أجزاء من جنوب غرب البلاد، وزوايا الشمال الشرقي شكل كامل للدفاع عن دمشق.
شُيدت القلعة في عهد السلاجقة، في منطقة تبلغ مساحتها 27300 متر مربع (210 متر طول و 130 متر عرض). تم دمج أجزاء من الجدران التي بنيت في العهد السلجوقي في إعادة بناء التي قام بها العادل أبو بكر بن أيوب، بحيث تم إضافة حلقة داخلية ثانية لتعزيز الدفاع، وبهذه الطريقة، أصبحت المساحة للقلعة مع الجدران المحيطة بالقلعة أكبر قليلا، وأصبحت مساحة القلعة مستطيلة بشكل غير متكافئ (230 متر طول و 150 متر عرض)، وقد اخترقت الجدران الخارجية التي شيدت من قبل العادل أبو بكر بن أيوب، بثلاثة أبواب ومحمية الأصلية كتبت بواسطة 14 برجا، على الرغم من أن 12 فقط من هذه الأبراج لا تزال قائمة،  في الجزء الغربي من الحائط الساتر، كما أن الأعمال الدفاعية للقلعة التي لا تزال واقفة، هي في المقام الأول من تاريخ الأيوبي، لكن مع ترميم مملوكي واسع نطاق،  وقد تم حجب الجدران جزئيا عن الأنظار بسبب النسيج الحضري لدمشق، والتي قد تعدت على القلعة خلال القرن 19 و 20م، وقد تم بناء محلات تجارية على طول الجانب الشمالي للقلعة، كما بُنِي سوق الحميدية أمام الواجهة الجنوبية للقلعة، في حين حُجِبَت أيضا أجزاء من الدفاعات الشرقية للقلعة من قبل المباني، وهُدِمَت المباني التي شيدت في الجهة المقابلة للجدران الغربية والشمالية للقلعة سنة 1980 م.
وقد استُخرِجت صخور الكربونات والبازلت، من الجدران وأبراج القلعة في محيط دمشق.

### أبراج القلعة
يوجد اليوم بالقلعة 12 برجا، بحيث يوجد برج واحد في كل زاوية، وثلاثة على طول كل من الجدران الشمالية والجنوبية للقلعة، واثنين في الشرقية، وقد كان للقلعة في الأصل 14 برجا، لكن اثنين من الأبراج التي كانت على الجدار الغربي انهارت، بسبب الزلزال الذي ضرب دمشق في 1759 م، والذي أدى إلى انهيار الدفاعات الغربية من القلعة، مع الأبراج الغربية التي لم يتم بناؤها بعد ذلك كما أفاد الرحالة الأوروبيين،  البرج المركزي الشمالي، الذي كان يأوي البوابة الشمالية للقلعة، وبرج الزاوية في الجنوب الغربي اختفوا أيضا بشكل كبير،  وقد تم الحفاظ على 10 أبراج أخرى تصل إلى طولها الأصلي، والذي يتراوح بين 15 و 25 مترا (49 و 82 قدم).
أبراج الزاوية الشمالية هي مربعة في حين أن تلك التي في الجنوب على شكل L، أما جميع الأبراج الأخرى مستطيلة مع الجانبين واسعة موازية لجدران القلعة، وتم تتويج جميع الأبراج بدريئة مزدوجة مزودة بأسوار ذات فتحات، والعديد من المنافذ. هذه متاريس محاطة ومحمية بمنصات كبيرة، كانت تعمل عليها مجانيق.

### حائط ساتر القلعة
تم ربط ستائر جدران القلعة مع الأبراج بعضها ببعض، وبالنظر إلى تصميم القلعة والتركيز على وضع أبراج ضخمة، نجد ستائر جدران القلعة قصيرة نسبيا، وهي تتراوح بين 10 أمتار (33 قدم) في طول حائط ساتر الذي يربط بين اثنين من الأبراج الوسطى من الجدار الشرقي، إلى 43 مترا (141 قدم) طول حائط ساتر الذي يربط بين شمال غرب برج الزاوية مع برج القادم إلى الشرق منه ، وقد تم الحفاظ على الجدران وطولهم الأصلي، وبقياس 11.5 متر (38 قدم) في الجانب الجنوبي من القلعة، بينما يتراوح سمكها بين 3,65-4,90 متر (12,0 حتي 16,1 قدم)،  بالإضافة من داخل حائط ساتر نجد أروقة مقببة التي تسمح بالوصول السريع إلى جميع أجزاء القلعة. وكانت هذه الأروقة مشقوقة تسمح بإطلاق سهم على العدو الذي يحاول الاقتراب من القلعة، وتوجت جدران القلعة بممر محميا بشرفة.

### بوابات القلعة
تقع ثلاث بوابات في القلعة، واحدة في الجهة الشمالية وواحدة في الجهة الشرقية، اما الثالثة فهي في الجهة الغربية، الأولين هي من أعمال العادل أبو بكر بن أيوب، على الرغم من أن البوابة الشمالية تم إصلاحها في فترة المماليك، بينما البوابة الغربية الحالية من تاريخ لاحق. البوابة الشمالية خصصت أساسا للمسائل العسكرية؛ أما البوابة الشرقية فقد تم استخدامها بشكل مدني، أثناء فترة المماليك، كانت البوابة الشرقية أحد الموقعين، حيث تم وضع الآخر في المسجد الأموي، حيث تم نشر المراسيم الرسمية، وهذا ينعكس في عدد من النقوش التي تم العثور عليها هنا.
البوابة الشمالية

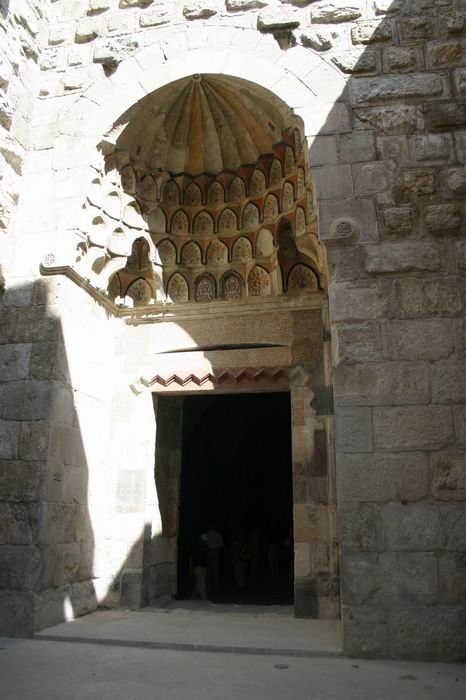
تفاصيل من البوابة الشرقية

بنيت البوابة الشمالية، أو باب الحديد كما كانت تسمى، بشكل أساسي للمسائل العسكرية، وقد كانت تتألف أصلاً من مداخل مقوسة في جدران البرج في منتصف الحائط الساتر الشمالي الشرقي والغربي، وتؤدي هذه المداخل إلى غرفة مقببة مركزية ومن هناك عن طريق ممر مقبب طويل قبل الوصول إلى الفناء. وقد تم دمج هياكل من بوابة القلعة القديمة مع هذه البوابة الكبيرة المعقدة، ويعود البناء الأصلي للبوابة إلى عهد الدولة الأيوبية للفترة ما بين 1210 و 1212، استناداً إلى الأدلة الأسلوبية والنقوش التي تم العثور عليها في القلعة، وقد اختفى معظم برج البوابة الخارجي، أما الممر الذي يمر الآن بالقوس الغربي هو الوحيد الذي نجى، أما الغرفة المقببة التي كانت تؤدي إلى القلعة فهي تستخدم الآن كمسجد، وقد تم الربط بين البوابة الشرقية والشمالية من خلال ممر طوله 68 متر، بني في عهد العادل أبو بكر بن أيوب على الأرجح.
البوابة الشرقية
ويعود تاريخ تشييدها ما بين عامي (1213 و1215 م)، وتعتبر البوابة الشرقية الوحيدة في القلعة التي تفتح نحو المنطقة المحاطة بأسوار مدينة دمشق. وهي تقع في واحدة من الأبراج المربعة، ويحميها برج آخر من ناحية الجنوب يوازي برج البوابة، كما يوجد مرقب يعمل بين هذه الأبراج، ويوجد بالبوابة مدخل منعطف يمر عبرها ممرات مقببة قبل الوصول إلى الفناء، وراء ذلك توجد قاعة مربعة لها أربعة أعمدة دعم، وقبة مركزية شكلها غير مألوف، كما أن البوابة تشتمل على برج من القلعة القديمة، وتفتقر البوابة الهياكل الدفاعية مثل القتل من الثقوب التي نجدها في البوابة الشمالية، كما أن البوابة الشرقية أستخدمت بشكل مدني، لذلك نجدها منقوشة بشكل أكبر، كما أنها زينت بمقرنصات مظلة رائعة لكنها مخفية الآن بسبب غلق الباب الخارجي لها
البوابة الغربية
كانت البوابة الغربية محمية أصلا من قبل اثنين من الأبراج المربعة، ربما التي بنيت في عهد بيبرس، وقد أدى زلزال عام 1759، إلى انهيار الدفاعات الغربي من القلعة، ولم يتم إعادة بناء هذه الأبراج، وخلافا لغيرها من البوابتين، كانت البوابة الغربية بممر مستقيم.

### البناء الجنوب الغربي للقلعة
في الركن الجنوبي الغربي لفناء القلعة، بني مبنى من طابقين بقياس 90 متر طول و10 متر عرض، ووصل ارتفاعه إلى 16 مترا (52 قدم) موازيا للجدار الجنوبي للقلعة، لقد كان تاريخ هذا المبنى الطويل غير واضح، ولكن على أساس البحوث الأثرية والمعمارية، التي أجريت بين عامي 2002 و 2006، بينت أنه تم إعادة تحصينه في عهد العادل أبو بكر بن أيوب، خلال فترة التجديد الكامل للقلعة وإضافة الدفاعات الجديدة للقلعة القديمة، وقد تم دمج جدران هذا المبنى مع القلعة الجديدة في عهد العادل أبو بكر بن أيوب، وبالتالي خسر وظيفته الدفاعية، ولا يزال من غير الواضح عن استخدامات المبنى، من التحاليل الأثرية التي أجريت في الموقع.

## قائمة المصادر
- Adorni، Elisa؛ Venturelli، Giampiero (2010)، "Mortars and Stones of the Damascus Citadel (Syria)"، International Journal of Architectural Heritage، ج. 4، ص. 337–350، DOI:10.1080/15583050903121851
- Allen، Terry (1999)، Ayyubid Architecture، Occidental: Solipsist Press، ISBN:0-944940-02-1، مؤرشف من الأصل في 2019-04-11
- Berthier, Sophie (2006), "La Citadelle de Damas: les apports d'une étude archéologique", In Kennedy, Hugh (ed.), Muslim Military Architecture in Greater Syria: From the Coming of Islam to the Ottoman Period, History of Warfare (بالفرنسية), Leiden: Brill, vol. 35, pp. 151–164, ISBN:90-04-14713-6
- Burns، Ross (2005)، Damascus: A History، Milton Park: Routledge، ISBN:0-415-27105-3
- Chevedden، Paul (1986)، The Citadel of Damascus، Ann Arbor: U.M.I. Dissertation Information Service، OCLC:640193186
- Gabrieli، Francesco (1984)، Arab Historians of the Crusades، Berkeley: University of California Press، ISBN:978-0-520-05224-6، مؤرشف من الأصل في 2022-06-05
- Hanisch, Hanspeter (1996), Die ayyūbidischen Toranlangen der Zitadelle von Damaskus. Ein Beitrag zur Kenntnis des mittelalterlichen Festungsbauwesen in Syrien (بالألمانية), Wiesbaden: Ludwig Reichert, ISBN:3-88226-886-7
- Hillenbrand، Carole (2000)، The Crusades: Islamic Perspectives، New York: Routledge، ISBN:978-0-415-92914-1
- Hillenbrand، Carole (2001)، "The Career of Zengi"، في Phillips، Jonathan؛ Hoch، Martin (المحررون)، The Second Crusade: Scope and Consequences، Manchester: Manchester University Press، ص. 111–132، ISBN:978-0-7190-5711-3، مؤرشف من الأصل في 2021-03-08
- Humphreys، R. Stephen (1977)، From Saladin to the Mongols: The Ayyubids of Damascus, 1193–1260، Albany: SUNY Press، ISBN:978-0-87395-263-7
- Kedourie، Elie (1964)، "The Capture of Damascus, 1 October 1918"، Middle Eastern Studies، ج. 1، ص. 66–83، DOI:10.1080/00263206408700005
- Lane-Poole، Stanley (1901)، A History of Egypt in the Middle Ages، New York: Charles Scribner's، OCLC:455336208، مؤرشف من الأصل في 2020-03-23
- Lane-Poole، Stanley (1906)، Saladin and the Fall of the Kingdom of Jerusalem، London: G.P. Putnam's، OCLC:448994737، مؤرشف من الأصل في 2019-09-29
- Nicolle، David (2009)، The Second Crusade 1148: Disaster Outside Damascus، Oxford: Osprey، ISBN:978-1-84603-354-4
- Phillips، Jonathan (2001)، "The Latin East 1098–1291"، في Riley-Smith، Jonathan (المحرر)، The Oxford Illustrated History of the Crusades، Oxford: Oxford University Press، ص. 112–140، ISBN:978-0-19-285428-5، مؤرشف من الأصل في 2021-03-08
- Runciman، Steven (1987)، A History of the Crusades: The Kingdom of Acre and the later Crusades، Cambridge: Cambridge University Press، ISBN:978-0-521-34772-3
- Wright، Quincy (1926)، "The Bombardment of Damascus"، American Journal of International Law، ج. 20، ص. 263–280، DOI:10.2307/2188917